# Кулиану, Йоан Петру
Йоан Петру Кулиану (5 января 1950[…], Яссы, Румыния — 21 мая 1991, Чикаго, США) — румынский историк религии, культуры и интеллектуальной истории, философ, политический публицист и новеллист.
Под угрозой репрессий со стороны коммунистического режима Румынии был вынужден покинуть страну. Провёл остаток жизни за рубежом, жил в Италии (1973—1978), Нидерландах (1978—1986), США (1986—1991).
Эксперт по гностицизму и магии эпохи Возрождения, где его учителем был Мирча Элиаде, хотя он со временем дистанцировался от своего наставника. Перу Кулиану принадлежат фундаментальные работы о взаимосвязи между оккультизмом, эросом, магией, физикой и историей.
Был убит в 1991 году. Предполагается, что убийство стало следствием его критического взгляда на румынскую национальную политику.

## Биография

### Ранние годы
Кулиану родился в городе Яссы. Учился в университете Бухареста, затем путешествовал по Италии, где ему было предоставлено политическое убежище. Читал курс лекций в Перудже в июле 1972 года. Позже окончил Католический университет Святого Сердца в Милане. Некоторое время жил во Франции и Голландии, затем уехал в Чикаго. После кратковременной работы в качестве приглашённого профессора занял должность профессора Университета Чикаго. Получил степень доктора философии в университете Париж IV в январе 1987 года, защитив диссертацию по теме «Recherches sur les dualismes d’Occident. Analyse de leurs principaux mythes» («Исследования западного дуализма. Анализ основных мифов») под руководством Мишеля Меслина.
Закончив три докторантуры и имея огромный опыт работы на шести языках, Кулиану специализировался в области магии эпохи Возрождения и мистицизма. Он стал другом, а позже литературным душеприказчиком Мирча Элиаде, знаменитого историка религий. Писал художественную литературу и политические статьи.
Кулиану развёлся с первой женой, был помолвлен с Хиллари Визнер, с 27-летней аспиранткой Гарвардского университета.
Предки Кулиану играли заметную роль в культурной жизни города Яссы, древней столицы провинции Молдавия. Дед, Некулай Кулиану (Neculai Culianu), в конце XIX — начале XX века был деканом Университета Ясс, а также членом влиятельной культурной группы Junimea (Юность), основанной в 1867 году литературным критиком Титу Майореску. Отец Кулиану, юрист и математик, также работал в университете, однако после прихода к власти коммунистов потерял работу и имущество. Не выдержав преследований, он умер в возрасте 50 лет, когда Кулиану был ещё ребёнком. Из большого дома, конфискованного новой властью, семья была вынуждена переехать в небольшую старую квартиру.
Несмотря на политические и идеологические обстоятельства его ранней научной карьеры, у Кулиану рано проявился интерес к истории религий. В 1967 году он уехал из Ясс в Бухарест, где поступил на факультет иностранной литературы в университете Бухареста. Изучал классическую литературу (латынь, древнегреческий), древние языки и культуры (санскрит), индийскую философию. Особый интерес он проявил к философии и религии Ренессанса, и в 1971 году под руководством Нины Фаркон (Nina Façon) защитил дипломную работу «Марсилио Фичино и платонизм эпохи Ренессанса». Ранее он написал две работы о философии Джордано Бруно и магических аспектах его работ.
Молодому исследователю прочили большое будущее, однако перед окончанием университета он отказался сотрудничать с румынской службой безопасности Секуритате и попал в «чёрный список», из-за чего не мог получить работу, не имел возможности публиковаться. Единственной возможностью реализоваться в выбранной им научной области было покинуть страну. В 1973 Кулиану получил грант от Итальянского министерства иностранных дел на летнюю стажировку в Итальянском университете для иностранцев в г. Перуджи.

### Италия (1973—1978)
Оказавшись в Италии, Кулиану строил планы остаться за рубежом, понимая, что остаться здесь на легальном положении он не может. Отказ от возвращения в Румынию означал бы для него бездомное полуголодное существование. Кроме того, на родине его поступок был бы расценён как предательство, что закрывало бы ему путь возвращения и могло навлечь репрессии на мать и сестру, остававшихся в Румынии. После мучительных раздумий Кулиану остался в Италии на нелегальном положении, сразу лишившись средств к существованию. В течение нескольких месяцев он ночевал у знакомых итальянцев и перебивался случайными заработками — занимался репетиторством, мыл посуду в ресторанах, чистил общественные уборные. Одновременно он писал проекты и отправлял их в итальянские университеты. Вскоре из Румынии пришло известие о том, что мать и сестра Кулиану были уволены с работы. После этого Кулиану совершил попытку самоубийства, перерезав себе вены, однако остался жив. В дальнейшем до конца жизни Кулиану носил рубашки с длинными рукавами, скрывая следы порезов.
В ноябре 1974 года Кулиану прошёл конкурс и получил стипендию от Итальянского Национального совета по исследованиям для продолжения образования в Миланском католическом университете Святого Сердца, одном из самых престижных университетов страны. Начался взлёт его научной карьеры. Кулиану занимался греческим и древнееврейским языками, историей религии, посещая лекции по гностицизму известного итальянского профессора Уго Бьянки (1922—1995). Со временем Бьянки сделал его своим помощником. Под руководством Бьянки он начал работать над докторской диссертацией «Гностицизм и современная философия: Ханс Йонас» («Gnosticismo e pensiero moderno: Hans Jonas») и защитил её в 1977 году.
Итальянский период Кулиану был чрезвычайно продуктивным. В это время он постоянно публиковался в журналах «Aevum» и «Studi e materiali di storia delle religioni», писал статьи и книжные обзоры, относящиеся к различным областям истории религий, всегда с острым интересом к методологии. Направление его исследований можно проследить по его статьям, опубликованным в таких престижных журналах, как «Numen» после 1975 и «Revue de l’histoire des religions» после 1976. В результате его многолетних итальянских исследований появилась работа об эросе и магии в эпоху Возрождения, которая была опубликована в Париже в 1984 году под названием «Эрос и магия эпохи Ренессанса» («Éros et magie à la Renaissance»). Анализируя фантасмагорический фон различных религиозных техник таких гуманистов как Марсилио Фичино и Джордано Бруно, Кулиану продемонстрировал, как цензура ренессансного воображения в XVI и XVII веках сыграла огромную роль в удалении с европейской религиозной сцены вводящих в заблуждение техник манипуляции с помощью магии. В Италии Кулиану опубликовал книгу о гностицизме, включавшую интервью с Хансом Йонасом, что свидетельствует о его большом интересе к древней гностической мысли и её современным реинкарнациям. Книга была основана на материалах его докторской диссертации и имела то же название («Gnosticismo e pensiero moderno: Hans Jonas», 1985).

### Нидерланды (1978—1986)
В 1976 году Кулиану переехал в Нидерланды, преподавал в университете Гронингена историю религий и историю румынской культуры, посещал курсы лекций по магии профессора Г. Г. Киппенберга. В это же время он работал над двумя диссертациями под руководством известного французского историка и антрополога профессора Мишеля Меслина, с которым познакомился в августе 1975 года на конгрессе Международной ассоциации истории религии (IAHR) в Ланкастере. Обе диссертации защищались в Сорбонне. Первая диссертация («Expériences de l’extase et symboles de l’ascension, de l’Hellénisme à l’Islam», 1980) была посвящена экстатическим техникам и опыту путешествий в иные миры в различных исторических эпохах и культурах — от Древней Греции до ислама. Вторая диссертация («Recherches sur les dualismes d’Occident: Analyse de leurs principaux mythes», 1987) исследует дуализм на основе анализа западной мифологии.
В этот же период были опубликованы две его монографии на французском языке, одна из которых была посвящена «вознесению души» в исторической и сравнительной перспективе (Psychanodia I: A Survey of the Evidence concerning the Ascension of the Soul and Its Relevance, 1983), а другая — теме экстаза, вознесения и визионистского описания иного мира (Expériences de l’extase: Extase, ascension, et récit visionnaire, de l’héllenisme au Moyen Age, 1984). Эти книги имеют значение для чёткого и осознанного исследования наиболее сложных и увлекательных тем религиоведения, и в качестве критики неадекватности, необоснованных предпосылок и фактических ошибок немецкой школы истории религий. Начиная с начала 1980-х годов Кулиану стал всё больше и больше интересоваться различными аспектами гностицизма, одновременно совершенствуя свои знания в области антропологии, когнитивных наук, литературной критики и современной культуры.
Кулиану также принимал участие в разработке нео-латинских и румынских тем под руководством профессора Виллема Ноомена, для которого в 1983 году редактировал научный сборник.
В Нидерландах Кулиану познакомился с румынской эмигранткой по имени Зоя и женился на ней, но через непродолжительное время брак распался. В 1986 году он встретил студентку Гарвардского университета Хиллари Виснер, которая вскоре стала его невестой и соавтором ряда работ. В последние годы пребывания в Нидерландах отмечены тесным сотрудничеством Кулиану со своим знаменитым соотечественником Мирчей Элиаде (1907—1986), который в то время возглавлял школу богословия Чикагского университета.

### США (1986—1991)
Несмотря на запреты коммунистического режима, Кулиану ещё в студенческие годы открыл для себя и изучил ранние труды Мирчи Элиаде и считал себя учеником этого выдающегося историка религии румынского происхождения. Первая монография Кулиану, изданная в 1978 году, была посвящена Мирче Элиаде как историку религий и писателю. Это был первый в Западной Европе труд, где систематически обсуждались книги и статьи Элиаде, написанные в румынский период (1924—1940/1945). Кулиану унаследовал от Элиаде интерес к сравнительному изучению религий, к различным новаторским темам в этой дисциплине, к литературе (после 1967 года он опубликовал несколько романов на румынском, итальянском и английском языках), к современной румынской культуре. На протяжении пяти лет Кулиану был распорядителем хранившихся в Чикаго документов и архивов Элиаде. Элиаде и Кулиану вместе опубликовали работу «The Eliade Guide to World Religions (1991)» («Руководство Элиаде по миру религий»), которая была переведена на различные языки, и которая, несмотря на своё название, была практически полностью написана Кулиану. В 1990 году был отредактирован и опубликован на немецком языке четвёртый и последний том книги Элиаде «A History of Religious Ideas» («История религиозных идей»). В семейном архиве Кулиану сохранилась обширная научная переписка между двумя учёными.
Отъезд в США в 1986 году стал самым важным поворотным моментом в научной карьере Кулиану. Там он сначала работал научным сотрудником (fellow), а затем экстраординарным профессором (associate professor) Школы богословия Чикагского университета. Он разработал новый подход к изучению различных вариантов гностицизма, намереваясь проследить в своих книгах по западному дуализму различные типы гностической экзегетики применительно к первым пунктам Книги Бытия, начиная с ранних гностиков и кончая некоторыми современными гностически ориентированными мыслителями и художниками. Создав классификацию всех видов экзегетики и всех возможных комбинаций моделей, принятых гностиками, Кулиану обнаружил забытую параллельную историю христианского догматического толкования и её религиозные и мифологические паттерны. Открытие существовавших в течение двух тысячелетий инвариантов религиозных и светских парадигм относительно толкования книги Бытия позволило Кулиану создать новый подход к когнитивным исследованиям.
В 1990 году с целью объединения исторических и филологические наук с эпистемологией когнитивных исследований, он основал международный журнал «Incognita», который не пережил его преждевременной смерти (в 1990 и 1991 годах вышли только первые четыре тома). Последние работы Кулиану включали обсуждение вопросов, касающихся гипотезы о детерминированном характере религии как игры разума. В своей последней книге «Out of This World: Other-Worldly Journeys from Gilgamesh to Albert Einstein» («За пределами этого мира: путешествия в иные миры от Гильгамеша до Альберта Эйнштейна»), изданной посмертно, он убедительно объединил последние сведения о трансцендентных путешествиях в мифологии от цивилизаций древнего Ближнего Востока до Китая с эпистемологическими рассуждениями о четвёртом измерении. В этом исследовании, демонстрируя блестящий потенциал для привлечения внимания различных типов читателей, Кулиану обсуждает некоторые из нынешних герменевтических парадигм в Италии, Франции и США, намереваясь, как и его наставник Элиаде, представить историю религий как общую дисциплину, способную взаимодействовать с огромным разнообразием других дисциплин и методов познания.

### Смерть
Через несколько минут после завершения разговора со своим аспирантом Александром Аргуэльесом, в полдень, когда дом был полон посетителями книжной распродажи, Кулиану был убит выстрелом в затылок в туалете школы богословия Свифт-Холл университета Чикаго. Личность убийцы и его мотивы до сих пор не известны.
Выдвигались предположения, что Кулиану был убит бывшими агентами Секуритате из-за публикуемых им политических статей, в которых он критиковал коммунистический режим Румынии. Убийство произошло через полтора года после румынской революции 1989 года и смерти Николае Чаушеску.
Перед смертью Кулиану опубликовал целый ряд статей и интервью, в которых жёстко критиковал постреволюционный режим Иона Илиеску. Некоторые аналитики связывают убийство с румынской разведкой, которая в то время воспринималась как преемник Секуритате; несколько страниц досье на Секуритате, которое вёл Кулиану, по непонятной причине отсутствуют. Согласно некоторым источникам, за несколько дней до убийства Кулиану угрожали анонимными телефонными звонками.
Не исключается участие ультра-националистов и неофашистов, в связи с попытками в последние годы правления Чаушеску возродить «Железную гвардию» и подъёмом популярности партий Vatra Românească и România Mare (Великая Румыния); по словам Владимира Тисманеану: «[Кулиану] дал наиболее разрушительное обвинительное заключение новому союзу крайне левых и крайне правых в Румынии». Критикуя «Железную гвардию», Кулиану разоблачил связь Мирчи Элиаде с этим движением в межвоенные годы (из-за этого отношения между двумя учёными испортились в последние годы жизни Элиаде).
ФБР также расследует возможность участия в убийстве оккультных групп из-за работ Кулиану в этой области.

## Список произведений

### Научные труды
- Iter in Silvis: Saggi scelti sulla gnosi e altri studi, Gnosis, no. 2, Messina, EDAS, 1981
- Religione e accrescimento del potere, in G. Romanato, M. Lombardo, I.P. Culianu, Religione e potere, Torino, Marietti, 1981
  - Religie şi putere, Bucureşti, Nemira, 1996; Iași, Polirom, 2005
- Psychanodia: A Survey of the Evidence Concerning the Ascension of the Soul and Its Relevance, Leiden, Brill, 1983
  - Psihanodia, Bucureşti, Nemira, 1997, Iași, Polirom, 2006
- Eros et magie a la Renaissance. 1484, Paris, Flammarion, 1984
  - Eros and Magic in the Renaissance, Chicago, University of Chicago Press, 1987
  - Eros e magia nel Rinascimento: La congiunzione astrologica del 1484, Milano, Il Saggiatore — A. Mondadori, 1987
  - Eros şi magie în Renaştere. 1484, Bucureşti, Nemira, 1994, 1999(2), Iaşi, Polirom, 2003(3), 2011, 2015
  - Eros y magia en el Renacimiento. 1484, Madrid, Ediciones Siruela, 1999
  - Эрос и магия в эпоху Возрождения. 1484 / Пер. с франц. А. Н. Смирновой. — СПб.: Изд-во И. Лимбаха, 2017. — 592 с. — 2,000 экз. — ISBN 978-5-89059-299-6.
- Expériences de l’extase: Extase, ascension et récit visionnaire de l’hellénisme au Moyen Age, Paris, Payot, 1984
  - Experienze dell’estasi dall’Ellenismo al Medioevo, Bari, Laterza, 1986
  - Experiences del extasis, Barcelona, Paidos Orientalia, 1994;
  - Experienţe ale extazului, Bucureşti, Nemira, 1997; Iaşi, Polirom, 2004(2)
  - Опыты Экстаза / Пер. с франц. С. Жаринова. — М.: Изд-во Тотенбург, 2024. — 320 с.
- Gnosticismo e pensiero moderno: Hans Jonas, Roma, L’Erma di Bretschneider, 1985
- Recherches sur les dualismes d’Occident: Analyse de leurs principaux mythes, Lille, Lille-Thèses, 1986
  - I miti dei dualismi occidentali, Milano, Jaca Book, 1989
- Les Gnoses dualistes d’Occident: Histoire et mythes, Paris, Plon, 1990; 
  - Gnozele dualiste ale Occidentului. Istorie si mituri, Bucureşti, Nemira, 1995; Iaşi, Polirom, 2002(2), 2013
- Out of this World: Otherworldly Journeys from Gilgamesh to Albert Einstein, Boston, Shambhala, 1991; 
  - Mas alla de este mundo, Barcelona, Paidos Orientalia, 1993;
  - Călătorii in lumea de dincolo, Bucureşti, Nemira, 1994, 1999(2); Iaşi, Polirom, 2003(3), 2007, 2015;
  - Jenseits dieser Welt, Munchen, Eugen Diederichs Verlag, 1995
- I viaggi dell’anima, Milano, Arnoldo Mondadori Editore, 1991
- The Tree of Gnosis: Gnostic Mythology from Early Christianity to Modern Nihilism, San Francisco, New York, HarperCollins, 1992
  - Arborele gnozei. Mitologia gnostică de la creştinismul timpuriu la nihilismul modern, Bucureşti, Nemira, 1999; Iasi, Polirom, 2005, 2015
  - Древо гнозиса: гностическая мифология от раннего христианства до современного нигилизма / Пер. И. Ерзина. — М.: Касталия, 2019. — 314 с. — ISBN 978-5-519-68387-6.
- Păcatul împotriva spiritului. Scrieri politice, Bucureşti, Nemira, 1999; Iași, Polirom, 2005, 2013
- Studii româneşti I. Fantasmele nihilismului. Secretul Doctorului Eliade, Bucureşti, Nemira, 2000; Iași, Polirom, 2006
- «Studii românești II. Soarele și Luna. Otrăvurile admirației», Iași, Polirom, 2009
- «Iter in silvis I. Eseuri despre gnoză și alte studii», Iași, Polirom, 2012
- «Iter in silvis II. Gnoză și magie», Iași, Polirom, 2013
- Jocurile minţii. Istoria ideilor, teoria culturii, epistemologie, Iaşi, Polirom, 2002
- Iocari serio. Ştiinţa şi arta în gîndirea Renaşterii, Iaşi, Polirom, 2003
- Cult, magie, erezii. Articole din enciclopedii ale religiilor, Iaşi, Polirom, 2003
- ``Marsilio Ficino (1433—1499) si problemele platonismului in Renastere, Iasi, Polirom, 2015
- ``Dialoguri intrerupte. Corespondenta Mircea Eliade-Ioan Petru Culianu, Iasi, Polirom, 2004, 2013 (2)

### В соавторстве
Совм. с М. Элиаде:
- The Encyclopedia of Religion, Collier Macmillan, New York, 1987
- Dictionnaire des Religions, Avec la collaboration de H.S. Wiesner. Paris, Plon, 1990
- The Eliade Guide to World Religions, Harper, San Francisco, 1991
- Handbuch der Religionen, Zürich und München, Artemis-Winkler-Verlag, 1991
- Diccionario de las religiones Barcelona, Paidos Orientalia, 1993
- Dicţionarul religiilor, Bucureşti, Humanitas, 1993
- Словарь религий, обрядов и верований. — М.—СПб.: Рудомино; Университетская книга, 1997. — 415 с. — (Миф, религия, культура). — 10,000 экз. — ISBN 5-7380-0050-1.
- The HarperCollins Concise Guide to World Religions, Harper, San Francisco, 2000
- Словарь религий, обрядов и верований. — М.: Академический Проект, 2014. — 384 с. — (Философские технологии). — ISBN 978-5-8291-1591-3.

### Беллетристика
- La collezione di smeraldi. Racconti, Milano, Jaca Book, 1989
- Hesperus, Bucureşti, Univers, 1992; Bucureşti, Nemira, 1998(2); Iaşi, Polirom, 2003(3)
- Pergamentul diafan. Povestiri, Bucureşti, Nemira, 1994
- Pergamentul diafan. Ultimele povestiri, Bucureşti, Nemira, 1996(2); Iaşi, Polirom, 2002(3)
- Arta fugii. Povestiri, Iaşi, Polirom, 2002
- Jocul de smarald, Iaşi, Polirom, 2005, 2011(2)
- "Tozgrec, Iași, Polirom, 2010

### Другие
- Dialoguri întrerupte. Corespondenţa Mircea Eliade — Ioan Petru Culianu, Iaşi, Polirom, 2004